# Phytomyza geminata
Phytomyza geminata este o specie de muște din genul Phytomyza, familia Agromyzidae, descrisă de Mitsuhiro Sasakawa în anul 2008.
Este endemică în Turcia. Conform Catalogue of Life specia Phytomyza geminata nu are subspecii cunoscute.